# Кавтарадзе Георгій Георгійович
Георгій Георгійович Кавтарадзе (груз. გიორგი გიორგის ძე ქავთარაძე; 2 квітня 1940, Тбілісі — 20 грудня 2020, Тбілісі) — радянський і грузинський актор, сценарист, режисер.

## Біографія
Народився 2 квітня 1940 року в Тбілісі Грузинської РСР. У 1958 році закінчив тбіліську середню школу № 23.
Закінчив режисерський факультет Тбіліського театрального інституту ім. Ш. Руставелі (1967).
З 17 років працював в Тбіліському академічному театрі імені К. Марджанішвілі, був робітником сцени, режисером і актором цього театру.
З 1962 — актор і режисер (з 1967) Тбіліського академічного драматичного театру імені Ш. Руставелі, повернувся в цей театр в 1973 році.
У 1969—1972 — головний режисер Батумського театру ім. І. Чавчавадзе.
З 1974 і до 1976 року — педагог кафедри акторської майстерності Тбіліського театрального інституту ім. Ш. Руставелі.
У 1976—1982 — директор Кутаїського театру імені Л. Месхишвілі.
З 1982 — художній керівник і директор Сухумського драматичного театру ім. К. Гамсахурдія. Після війни в Абхазії переїхав в Тбілісі і отримав пост художнього керівника російського драматичного театру імені Грибоєдова, де працював до 1999 року. У 1999—2004 роках працював художнім керівником драматичного театру в Руставі.
У кіно — з 1964 року. У 1992 році Кавтарадзе зняв свій єдиний фільм «Золотий павук».
Поряд з кінематографічної і театральної кар'єрою Георгій Кавтарадзе займався і політикою. У 1990—1991 роках він був членом Верховної Ради від Єдиної комуністичної партії Грузії і одним з підписали Акт про відновлення державної незалежності Грузії 9 квітня 1991 року. У 2012—2016 роках Кавтарадзе був членом парламенту Грузії і мажоритарним депутатом від округу Зестафоні, представляючи блок Бідзіна Іванішвілі «Грузинська Мрія».
Помер 20 грудня 2020 року в Тбілісі. Похований в пантеоні громадських діячів на горі Махата.